# Evi Allemann
Pour les articles homonymes, voir Allemann.
Evi Allemann, née le 16 juillet 1978 à Berne (originaire de Köniz et de Welschenrohr), est une personnalité politique suisse du canton de Berne, membre du Parti socialiste (PS). 
Elle est députée au Conseil national de décembre 2003 à mai 2018 et membre du gouvernement bernois depuis juin 2018.

## Biographie
Evi Allemann naît le 16 juillet 1978 à Berne. Elle est originaire d'une autre commune du canton de Berne, Köniz, et de Welschenrohr, dans le canton de Soleure.
Elle suit sa scolarité à Grossaffoltern, Rapperswil et Spiegel, puis le gymnase à Köniz. Elle entame des études de droit en 1998 à l'Université de Berne et y décroche une licence en 2003.
Elle est chargée de cours de droit administratif pour les apprentis de l'administration cantonale bernoise de 2005 à 2007, puis travaille comme indépendante pendant onze ans pour des organisations non gouvernementales. 
Elle est mère de deux enfants, nés en 2010 en 2015. Elle vit à Berne avec son partenaire, Marc Gebhard, qui travaille pour la Direction de l'économie du gouvernement bernois.

### Parcours politique
Elle adhère au PS en 1997.
Élue en avril 1998 au Grand Conseil bernois, elle devient la plus jeune députée du législatif bernois. Membre de la Commission de Justice, elle défend également des sujets concernant la politique de formation et de la jeunesse.
À la suite d'une campagne électorale menée en 2003 aux côtés de ses colistiers de la Jeunesse socialiste Mirjam Minder, Patric Bhend et Nasha Gagnebin, elle est élue en 2003 au Conseil national avec 56 118 voix. À 25 ans, elle devient la plus jeunes parlementaire de la 47e législature suisse. Elle est d'abord membre de la Commission des affaires juridiques (CAJ), puis de la Commission des transports et des télécommunications (CTT) et de la Commission de la politique de sécurité (CPS). 
Malgré un recul de son parti aux élections fédérales de 2007, elle est réélue avec 85 332 voix. Elle continue de siéger au sein de la CTT et de la CPS.
Le 25 mars 2018, elle est élue au gouvernement bernois et prend la direction de la justice, des affaires communales et des affaires ecclésiastiques.
Le 9 novembre 2022, elle se porte candidate à la succession de Simonetta Sommaruga au Conseil fédéral. Elle n'est toutefois pas retenue sur le ticket officiel de son parti le 26 novembre 2022, qui porte son choix sur Eva Herzog et Élisabeth Baume-Schneider. Elle se porte à nouveau candidate au Conseil fédéral en octobre 2023, pour la succession d'Alain Berset.

### Positionnement politique
Pragmatique et réaliste, elle fait partie de l'aile droite du PS. Elle dit elle-même appartenir à la plateforme réformiste du parti.
Elle s'est notamment fait connaître en matière de politique de sécurité, prônant davantage de répression pour lutter contre la délinquance.

### Autres mandats
Elle est présidente de l'Association transports et environnement du 20 avril 2013 à la fin avril 2018.